# 应用物理学

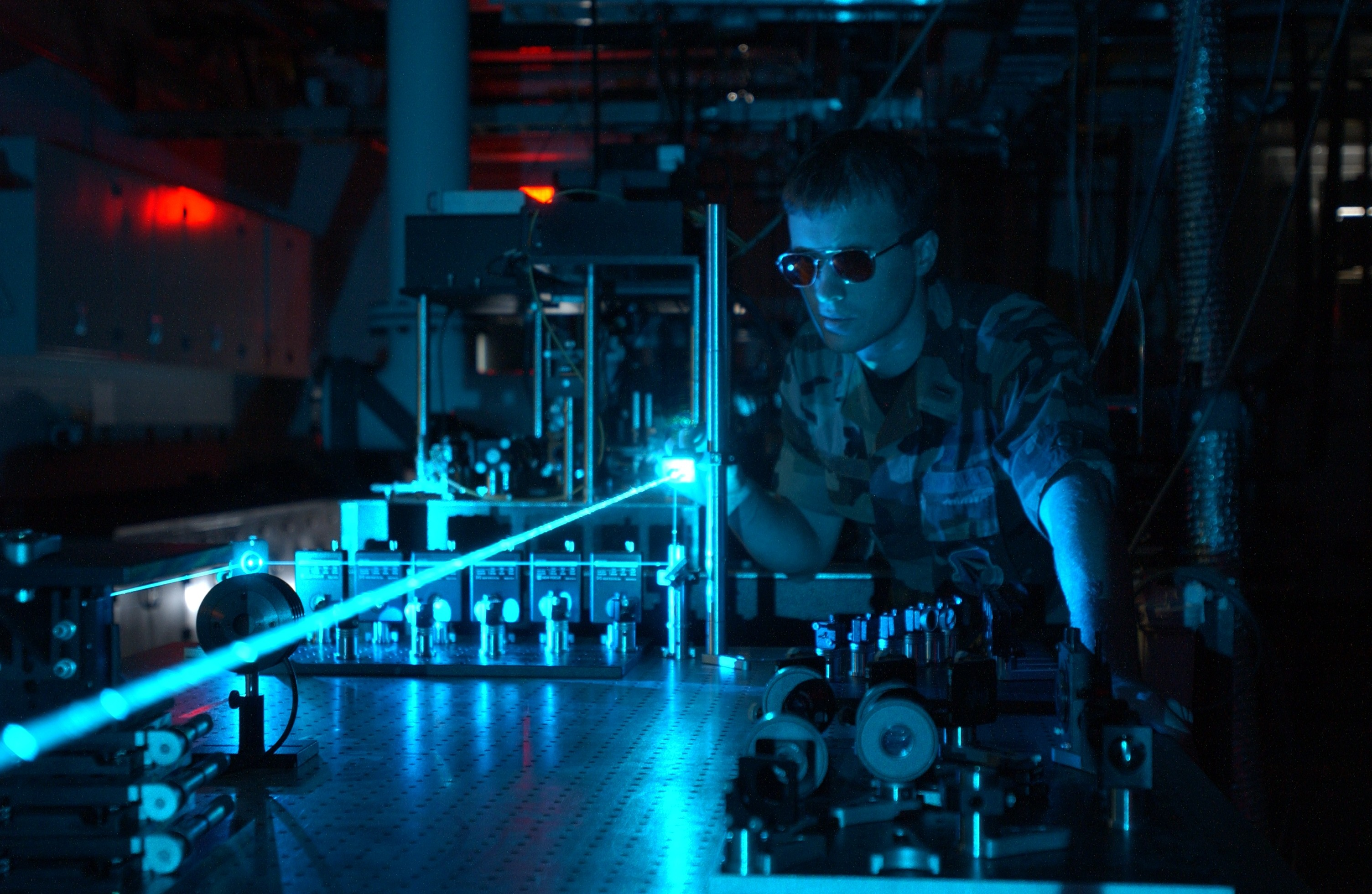
使用激光器的实验

人腦縱切面的核磁共振成像。

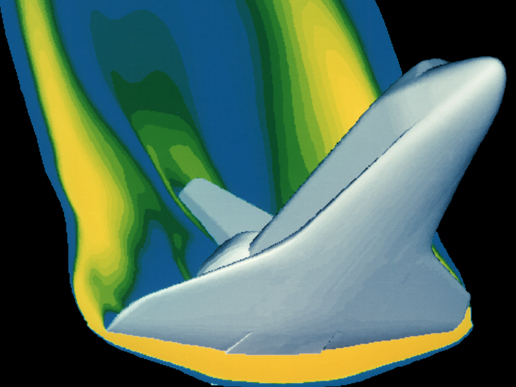
計算機模擬顯示出太空梭重回大氣層時的受熱狀況。

應用物理學（applied physics）指的是針對實際用途而進行的物理研究。

## 概述
物理學通常視做一種基礎科學，而非應用科學。物理學也被認為是基礎科學中的基礎科學，因為其它自然科學的分支，像化學、天文學、地球物理學、生物學的理論都必須遵守物理定律。:94ff。例如，化學研究物質的性質、結構、化學反應（化學專注於原子尺寸， 這是化學與物理的主要界線）。結構的形成是因為粒子與粒子之間彼此施加靜電力於對方。能量守恆、質量守恆、電荷守恆等等，這些物理定律主導了物質性質，化學反應。
應用物理學的課程規畫通常會選修一些應用學科的課程，像地質學或電機工程學。應用物理學與工程學不同，應用物理學不會特別地設計某種元件或機器，而是用物理理論或從事物理研究來發展某種新科技或解析某問題。
工程學應用到很多物理理論。例如，在學習建造橋樑與其它建築物的技術之前，必須先學會靜力學的理論。設計世界一流的音樂廳，必須先學會聲學。設計與製造更優良的光學元件必須先熟讀精思光學。經過考慮種種物理因素而設計出來的飛行模擬器、電子遊戲、電影等等，會顯得更加維妙維肖、栩栩如生。
物理學使用的一些探本溯源，格物致知的方法也可以使用於跨學科領域。物理學或多或少地影響了很多重要學術領域。例如，經濟物理學（econophysics）應用很多物理學裏的理論與方法來解析經濟學問題；這些問題時常會涉及不確定性或混沌。

## 研究领域
- 声学
- 农业物理學
- 弹道学
- 生物物理
- 经济物理
- 工程物理
- 光学纤維
- 流体动力学
- 激光物理
- 力显微镜和成像
- 地球物理學
- 量子电子学
- 医学物理
- 微流体
- 纳米科技
- 无损檢測
- 核物理
- 光学
- 光电子学
- 光电转换
- 等离子物理
- 半导体物理和器件
- 量子力学
- 土壤物理學
- 固体物理
- 超导体
- 天体物理
- 自旋电子学
- 车辆动力学

## 外部連結
史丹佛大學應用物理學系網頁 （页面存档备份，存于）。